# Championnat d'Océanie masculin de basket-ball 2005
Navigation
Édition précédente Édition suivante
Le Championnat d'Océanie de basket-ball 2005 est le 17e championnat d'Océanie  de basket-ball masculin organisé par la FIBA Océanie, ainsi que le tournoi qualificatif pour le Championnat du monde de basket-ball 2006 en ce qui concerne le continent. La compétition a lieu à Auckland et Dunedin entre le 17 et le 21 août 2005.
Seules deux équipes disputent le tournoi : l'Australie et la Nouvelle-Zélande, au meilleur des 3 matchs. Dans tous les cas, même si une équipe remporte les 2 premiers matchs, le 3e est disputé.

## Les matchs
| Date         | Équipe 1         | Score   | Équipe 2  | Lieu     |
| ------------ | ---------------- | ------- | --------- | -------- |
| 17 août 2005 | Nouvelle-Zélande | 69 - 82 | Australie | Auckland |
| 20 août 2005 | Nouvelle-Zélande | 71 - 82 | Australie | Auckland |
| 21 août 2005 | Nouvelle-Zélande | 80 – 91 | Australie | Dunedin  |